# Çiftlikköy, Mardin
Çiftlikköy là một xã thuộc huyện Mardin, tỉnh Mardin, Thổ Nhĩ Kỳ. Dân số thời điểm năm 2010 là 291 người.